# ریگان فاکس
کری کرینگتون (زاده ۱۲ آوریل ۱۹۷۰ اسکاتسدیل، آریزونا) که با نام هنری ریگان فاکس شناخته می‌شود، یک بازیگر پورنوگرافی ، مدل وبکم و مدل اروتیک آمریکایی است.

## زندگی‌نامه
او در آوریل ۱۹۷۰ در شهر اسکاتسدیل، واقع در شهرستان ماریکوپا واقع در آریزونا به دنیا آمد. او به عنوان تک فرزند در کنتاکی و در یک خانواده نسبتاً محافظه کار مسیحی بزرگ شد.
ریگان فاکس مدت‌ها قبل از اینکه در فیلم‌های پورن بازی کند، در امور مالی و وام مسکن مشغول به کار بود و فعالیت‌های مختلف مربوط به خرید و فروش بخش بانکی انجام می‌داد. با وقوع بحران مالی ۲۰۰۸ که موجب کاهش درآمد و در خطر قرار گرفتن موقعیت شغلی فاکس شد، او تصمیم به ترک کار خود گرفت و به عنوان مدل وبکم در اینترنت حضور پیدا کرد.
پس از پنج سال فعالیت به عنوان مدل شهوانی و مدل وبکم، فاکس در سال ۲۰۱۶ و در ۴۰ سالگی تصمیم گرفت تا مانند بسیاری از بازیگران زن دیگری که از دهه چهارم خود آغاز به فعالیت می‌کنند، وارد صنعت فیلم‌های پورن شود. به دلیل هیکل، سن و ویژگی‌های ظاهری، فاکس به عنوان یک بازیگر میلف شناخته می‌شود.
او به عنوان یک بازیگر با شرکت‌های بسیاری مانند ریالتی کینگز، پنت هاوس، برزرز، ناتی آمریکا و ایول اینجل همکاری کرده‌است.
اولین تجربه او در فیلم‌های پورن در نقش یک لزبین به همراه جودی وست برای استودیوی فیلم Forbidden Fruits رقم خورد. اولین فیلم او با حضور یک مرد چند هفته پس از اولین فیلم او به عنوان بازیگر با کودی استیل ضبط شد.
در نوامبر ۲۰۱۷، او برای اولین بار در جوایز اصلی صنعت پورن به رسمیت شناخته شد و نامزد جوایز ای وی ان و ایکس بیز در رده بهترین هنرمند میلف شد.
او به عنوان بازیگر در بیش از ۴۶۰ فیلم بازی کرده‌است.